# California Bearing Ratio-Versuch
Der California Bearing Ratio-Versuch ("Bearing Ratio" engl., zu dt. etwa „Tragfähigkeitsverhältnis“), kurz CBR-Versuch, ist eine Prüfmethode, mit deren Hilfe die Tragfähigkeit von Böden und hydraulisch gebundenen Schichten (eher selten) untersucht werden kann. Das Verfahren wurde ursprünglich von der California Division of Highways für Befestigungen von Flugplatzflächen entwickelt und kommt mittlerweile auch im Straßenbau zur Anwendung. Im Grunde gibt der Versuch an, mit wie viel Kraft ein Stempel in eine Bodenprobe gedrückt werden muss, um bei einer definierten Eindring-Geschwindigkeit eine bestimmte Tiefe zu erreichen. Je größer der notwendige Stempeldruck, desto höher ist die Tragfähigkeit der Bodenprobe.
Neben der Beurteilung der Festigkeit können anhand des Prüfergebnisses auch Aussagen hinsichtlich der Frostempfindlichkeit eines Bodens und der Wirkung einer Bodenverfestigung mit Kalk getroffen werden.

## Prüfverfahren
Der Versuch wird an einer gestörten Bodenprobe im Labor durchgeführt. Die Probe wird normalerweise mit idealem Wassergehalt mittels Proctorverfahren, bzw. dem modifizierten Verfahren, in einem Behälter verdichtet "eingeschlagen" und kann danach unter Beachtung etwaiger Lagerungsbedingungen (s. o.) geprüft werden. Der Prüfstempel, mit einer kreisförmigen Querschnittsfläche von 1963 mm², wird mit einer konstanten Geschwindigkeit von 1,27±0,02 mm/min in die Bodenprobe gedrückt. Die maximale Eindringtiefe beträgt in der Regel 10 mm. Das Prüfergebnis wird mit einem Standardboden, einem Gemisch aus kalifornischem Kalkstein, verglichen und ein Verhältnis gebildet. Dieses prozentuale Verhältnis gibt den CBR-Wert wieder:
{\displaystyle CBR={\frac {p}{p_{s}}}\cdot 100\quad }
| {\displaystyle CBR\quad }   | = CBR-Wert [%]                                          |
| {\displaystyle p\quad }     | = Pressung unter dem Stempel bei der Bodenprobe [N/mm²] |
| {\displaystyle p_{s}\quad } | = Pressung unter dem Stempel beim Standardboden [N/mm²] |

## Normen und Standards
- DIN EN 13286-47 – Prüfverfahren zur Bestimmung des CBR-Wertes
- Technische Prüfvorschriften für Boden und Fels im Straßenbau (TP BF-StB, Teil B 7.1)